# See You Again (bài hát của Wiz Khalifa)
"See You Again" là một bài hát của rapper người Mỹ Wiz Khalifa hợp tác với ca sĩ người Mỹ Charlie Puth nằm trong album nhạc phim của bộ phim năm 2015 Furious 7. Nó được phát hành như là đĩa đơn đầu tiên trích từ album vào ngày 10 tháng 3 năm 2015 bởi Atlantic Records. Bài hát sau đó còn xuất hiện như là một bản nhạc bổ sung trong phiên bản quốc tế từ album phòng thu đầu tay của Puth, Nine Track Mind (2015). "See You Again" được đồng viết lời bởi hai nghệ sĩ với Andrew Cedar và DJ Frank E, những người cũng đồng thời chịu trách nhiệm sản xuất nó với Puth. Ban đầu được dự định sẽ do Sam Smith thể hiện ở phần điệp khúc, đây là một bản hip hop và pop-rap mang nội dung đề cập đến nỗi đau mất người thân của một người và niềm hi vọng vào một ngày cả hai sẽ gặp lại nhau ở một thế giới khác, và được đưa vào cuối phim như là một hành động tưởng nhớ đến một trong những diễn viên chính của phim Paul Walker, người đã qua đời trong một vụ tai nạn xe vào ngày 30 tháng 11 năm 2013. Ngoài ra, nguồn cảm hứng cho nó còn bắt nguồn từ sự ra đi bởi tai nạn xe của một người bạn của Puth cũng như đời sống cá nhân của Khalifa với người vợ cũ của anh Amber Rose.
Sau khi phát hành, "See You Again" nhận được những phản ứng tích cực từ các nhà phê bình âm nhạc, trong đó họ đánh giá cao nội dung lời bài hát ý nghĩa, giai điệu sâu lắng cũng như quá trình sản xuất của nó. Ngoài ra, bài hát còn gặt hái nhiều giải thưởng và đề cử tại những lễ trao giải lớn, bao gồm đề cử tại giải Quả cầu vàng lần thứ 74 cho Bài hát gốc xuất sắc nhất và ba đề cử giải Grammy cho Bài hát của năm, Trình diễn song tấu hoặc nhóm nhạc pop xuất sắc nhất và Bài hát nhạc phim xuất sắc nhất tại lễ trao giải thường niên lần thứ 58. "See You Again" cũng tiếp nhận những thành công ngoài sức tưởng tượng về mặt thương mại, đứng đầu các bảng xếp hạng ở Úc, Áo, Canada, Đan Mạch, Phần Lan, Đức, Ireland, Ý, New Zealand, Na Uy, Thụy Điển, Thụy Sĩ và Vương quốc Anh, và lọt vào top 10 ở tất cả những quốc gia nó xuất hiện, bao gồm vươn đến top 5 ở nhiều thị trường lớn như Bỉ, Pháp, Hà Lan và Tây Ban Nha. Tại Hoa Kỳ, nó đạt vị trí số một trên bảng xếp hạng Billboard Hot 100 trong 12 tuần không liên tiếp, trở thành đĩa đơn quán quân đầu tiên của cả hai nghệ sĩ tại đây và ngang bằng thành tích với "Lose Yourself" của Eminem như là đĩa đơn rap thống thị bảng xếp hạng dài nhất trong lịch sử.
Video ca nhạc cho "See You Again" được đạo diễn bởi Marc Klasfeld, trong đó bao gồm những cảnh Khalifa và Puth trình diễn bài hát trên một ngọn núi, xen kẽ với những hình ảnh từ Furious 7. Nó đã từng nắm vững ngôi vị là video được xem nhiều nhất YouTube và nhận được hai đề cử tại giải Video âm nhạc của MTV năm 2015 ở hạng mục Hợp tác xuất sắc nhất và Video Hip-Hop xuất sắc nhất. Để quảng bá bài hát, hai nghệ sĩ đã trình diễn "See You Again" trên nhiều chương trình truyền hình và lễ trao giải lớn, bao gồm The Ellen DeGeneres Show, Jimmy Kimmel Live!, Jingle Bell Ball, Saturday Night Live, The Tonight Show Starring Jimmy Fallon, The Voice, giải Điện ảnh của MTV năm 2015, giải thưởng âm nhạc Billboard năm 2015 và giải Sự lựa chọn của trẻ em năm 2016, cũng như trong nhiều chuyến lưu diễn của họ. Được ghi nhận là bài hát trứ danh trong sự nghiệp của Khalifa, nó đã được hát lại và sử dụng làm nhạc mẫu bởi nhiều nghệ sĩ, như Taylor Swift, Boyce Avenue, Tyler Ward và Kurt Hugo Schneider. Tính đến nay, "See You Again" đã bán được hơn 20.9 triệu bản trên toàn cầu, trở thành đĩa đơn bán chạy nhất năm 2015 cũng như là một trong những đĩa đơn bán chạy nhất mọi thời đại.

## Danh sách bài hát
Tải kĩ thuật số
1. "See You Again" (hợp tác với Charlie Puth) – 5:48

## Giải thưởng và đề cử
| Năm  | Giải thưởng                                      | Hạng mục                                                       | Kết quả   |
| ---- | ------------------------------------------------ | -------------------------------------------------------------- | --------- |
| 2015 | Giải thưởng Âm nhạc Mỹ                           | Bài hát của năm                                                | Đề cử     |
| 2015 | Giải thưởng Âm nhạc Mỹ                           | Hợp tác của năm                                                | Đề cử     |
| 2015 | Giải thưởng Hollywood Music in Media             | Bài hát – Phim Điện ảnh                                        | Đoạt giải |
| 2015 | Giải Video âm nhạc của MTV                       | Video Hip-Hop xuất sắc nhất                                    | Đề cử     |
| 2015 | Giải Video âm nhạc của MTV                       | Hợp tác xuất sắc nhất                                          | Đề cử     |
| 2015 | Giải Sự lựa chọn của Giới trẻ                    | Lựa chọn: Bài hát R&B/Hip-Hop                                  | Đoạt giải |
| 2015 | Giải Sự lựa chọn của Giới trẻ                    | Lựa chọn: Hợp tác                                              | Đề cử     |
| 2015 | Giải Sự lựa chọn của Giới trẻ                    | Lựa chọn: Bài hát từ một bộ phim hoặc chương trình truyền hình | Đoạt giải |
| 2015 | Giải thưởng Phim Hollywood                       | Giải thưởng Bài hát Hollywood                                  | Đoạt giải |
| 2015 | Giải thưởng Âm nhạc BBC                          | Bài hát của năm                                                | Đề cử     |
| 2016 | Giải Grammy                                      | Bài hát của năm                                                | Đề cử     |
| 2016 | Giải Grammy                                      | Trình diễn song tấu hoặc nhóm nhạc pop xuất sắc nhất           | Đề cử     |
| 2016 | Giải Grammy                                      | Bài hát nhạc phim xuất sắc nhất                                | Đề cử     |
| 2016 | Giải Sự lựa chọn của Các nhà phê bình điện ảnh   | Bài hát xuất sắc nhất                                          | Đoạt giải |
| 2016 | Giải Quả cầu vàng                                | Bài hát gốc xuất sắc nhất                                      | Đề cử     |
| 2016 | Giải Sự lựa chọn của Trẻ em của Kênh Nickelodeon | Hợp tác được yêu thích                                         | Đoạt giải |
| 2016 | Giải thưởng Âm nhạc iHeartRadio                  | Lời xuất sắc nhất                                              | Đề cử     |
| 2016 | Giải thưởng Âm nhạc iHeartRadio                  | Hợp tác xuất sắc nhất                                          | Đề cử     |
| 2016 | Giải thưởng Âm nhạc iHeartRadio                  | Bài hát xuất sắc nhất từ bộ phim                               | Đề cử     |
| 2016 | Giải thưởng Âm nhạc Pop ASCAP                    | Bài hát thể hiện xuất sắc nhất                                 | Đoạt giải |

## Xếp hạng
| Bảng xếp hạng (2015)                      | Vị trí cao nhất |
| ----------------------------------------- | --------------- |
| Úc (ARIA)                                 | 1               |
| Áo (Ö3 Austria Top 40)                    | 1               |
| Bỉ (Ultratop 50 Flanders)                 | 1               |
| Bỉ (Ultratop 50 Wallonia)                 | 2               |
| Canada (Canadian Hot 100)                 | 1               |
| Cộng hòa Séc (Rádio Top 100)              | 2               |
| Cộng hòa Séc (Singles Digitál Top 100)    | 1               |
| Đan Mạch (Tracklisten)                    | 1               |
| Châu Âu Digital Song Sales (Billboard)    | 1               |
| Phần Lan (Suomen virallinen lista)        | 1               |
| Pháp (SNEP)                               | 2               |
| Đức (Official German Charts)              | 1               |
| Hy Lạp Nhạc số (Billboard)                | 1               |
| Hungary (Rádiós Top 40)                   | 4               |
| Hungary (Single Top 40)                   | 1               |
| Ireland (IRMA)                            | 1               |
| Israel (Media Forest)                     | 1               |
| Ý (FIMI)                                  | 1               |
| Nhật Bản (Japan Hot 100)                  | 7               |
| Luxembourg Digital Song Sales (Billboard) | 1               |
| Mexico Top 20 Inglés (Monitor Latino)     | 1               |
| Mexico Ingles Airplay (Billboard)         | 1               |
| Hà Lan (Dutch Top 40)                     | 3               |
| Hà Lan (Single Top 100)                   | 3               |
| New Zealand (Recorded Music NZ)           | 1               |
| Na Uy (VG-lista)                          | 1               |
| Ba Lan (Polish Airplay Top 100)           | 4               |
| Romania (Airplay 100)                     | 1               |
| Nga Phát thanh (Tophit)                   | 3               |
| Scotland (OCC)                            | 1               |
| Slovakia (Rádio Top 100)                  | 5               |
| Slovakia (Singles Digitál Top 100)        | 1               |
| Hàn Quốc (Gaon International Singles)     | 3               |
| Tây Ban Nha (PROMUSICAE)                  | 4               |
| Thụy Điển (Sverigetopplistan)             | 1               |
| Thụy Sĩ (Schweizer Hitparade)             | 1               |
| Anh Quốc (OCC)                            | 1               |
| Anh Quốc R&B (OCC)                        | 1               |
| Hoa Kỳ Billboard Hot 100                  | 1               |
| Hoa Kỳ Adult Contemporary (Billboard)     | 13              |
| Hoa Kỳ Adult Pop Airplay (Billboard)      | 2               |
| Hoa Kỳ Dance/Mix Show Airplay (Billboard) | 3               |
| Hoa Kỳ Hot R&B/Hip-Hop Songs (Billboard)  | 1               |
| Hoa Kỳ Pop Airplay (Billboard)            | 1               |
| Hoa Kỳ Rhythmic (Billboard)               | 1               |

| Bảng xếp hạng (2015)                     | Vị trí |
| ---------------------------------------- | ------ |
| Australia (ARIA)                         | 3      |
| Australia Urban (ARIA)                   | 1      |
| Austria (Ö3 Austria Top 40)              | 6      |
| Belgium (Ultratop 50 Flanders)           | 9      |
| Belgium (Ultratop 50 Wallonia)           | 20     |
| Canada (Canadian Hot 100)                | 4      |
| Denmark (Tracklisten)                    | 4      |
| France (SNEP)                            | 16     |
| Germany (Official German Charts)         | 9      |
| Hungary (Rádiós Top 40)                  | 60     |
| Hungary (Single Top 10)                  | 14     |
| Ireland (IRMA)                           | 5      |
| Israel (Media Forest)                    | 11     |
| Italy (FIMI)                             | 8      |
| Japan (Japan Hot 100)                    | 19     |
| Netherlands (Dutch Top 40)               | 16     |
| Netherlands (Single Top 100)             | 12     |
| New Zealand (Recorded Music NZ)          | 3      |
| Russia Airplay (Tophit)                  | 21     |
| Slovenia (SloTop50)                      | 36     |
| South Korea (Gaon International Singles) | 9      |
| South Korea (Gaon International Singles) | 40     |
| Spain (PROMUSICAE)                       | 16     |
| Sweden (Sverigetopplistan)               | 4      |
| Switzerland (Schweizer Hitparade)        | 5      |
| UK Singles (Official Charts Company)     | 5      |
| US Billboard Hot 100                     | 3      |
| US Adult Contemporary (Billboard)        | 23     |
| US Adult Top 40 (Billboard)              | 15     |
| US Dance/Mix Show Airplay (Billboard)    | 26     |
| US Hot R&B/Hip-Hop Songs (Billboard)     | 1      |
| US Pop Songs (Billboard)                 | 7      |
| US Rhythmic (Billboard)                  | 8      |
| Worldwide (IPFI)                         | 1      |
| Bảng xếp hạng (2016)                     | Vị trí |
| Australia Urban (ARIA)                   | 22     |
| Brazil (Billboard Brasil Hot 100)        | 11     |
| Canada (Canadian Hot 100)                | 83     |
| Japan (Japan Hot 100)                    | 59     |
| South Korea (Gaon International Singles) | 14     |
| US Billboard Hot 100                     | 99     |
| Bảng xếp hạng (2017)                     | Vị trí |
| South Korea (Gaon International Singles) | 6      |

| Bảng xếp hạng                        | Vị trí |
| ------------------------------------ | ------ |
| UK Singles (Official Charts Company) | 93     |
| US Billboard Hot 100                 | 103    |

## Chứng nhận
| Quốc gia | Chứng nhận  | Số đơn vị/doanh số chứng nhận |
| --- | ----------- | ----------------------------- |
| Úc (ARIA) | 7× Bạch kim | 490.000‡                      |
| Áo (IFPI Áo) | Bạch kim    | 30.000‡                       |
| Bỉ (BEA) | Bạch kim    | 30.000*                       |
| Canada (Music Canada) | 5× Bạch kim | 0                             |
| Đan Mạch (IFPI Đan Mạch) | 2× Bạch kim | 120.000^                      |
| Pháp (SNEP) | Vàng        | 75.000*                       |
| Đức (BVMI) | 3× Vàng     | 450.000‡                      |
| Ý (FIMI) | 5× Bạch kim | 0‡                            |
| Nhật Bản (RIAJ) | Bạch kim    | 250.000^                      |
| México (AMPROFON) | Bạch kim    | 60.000*                       |
| Hà Lan (NVPI) | Bạch kim    | 20.000‡                       |
| New Zealand (RMNZ) | 3× Bạch kim | 45.000*                       |
| Na Uy (IFPI) | 5× Bạch kim | 200.000‡                      |
| Hàn Quốc (Gaon Chart) | —           | 1,540,489                     |
| Tây Ban Nha (PROMUSICAE) | 2× Bạch kim | 80.000‡                       |
| Thụy Điển (GLF) | 3× Bạch kim | 60.000‡                       |
| Thụy Sĩ (IFPI) | 2× Bạch kim | 60.000‡                       |
| Anh Quốc (BPI) | 2× Bạch kim | 1,475,954                     |
| Hoa Kỳ (RIAA) | Kim cương   | 10.000.000‡                   |
| * Chứng nhận dựa theo doanh số tiêu thụ. ^ Chứng nhận dựa theo doanh số nhập hàng. ‡ Chứng nhận dựa theo doanh số tiêu thụ và phát trực tuyến. |             |                               |

## Lịch sử phát hành
| Quốc gia       | Ngày                | Định dạng              | Hãng đĩa | Nguồn   |
| -------------- | ------------------- | ---------------------- | -------- | ------- |
| Hoa Kỳ         | 16 tháng 3 năm 2015 | Tải kĩ thuật số        | Atlantic | [ 111 ] |
| Toàn cầu       | 3 tháng 4 năm 2015  | Tải kĩ thuật số        | Atlantic | .       |
| Hoa Kỳ         | 7 tháng 4 năm 2015  | Contemporary hit radio | Atlantic | [ 113 ] |
| Vương quốc Anh | 12 tháng 4 năm 2015 | Tải kĩ thuật số        | Atlantic | [ 112 ] |